# Loge Liberté Chérie
Loge Liberté Chérie (Frans voor 'Geliefde Vrijheid') was een vrijmetselaarsloge welke in de winter van 1943-44 opgericht door Belgische gevangenen in het strafkamp Esterwegen in Duitsland, circa twintig kilometer verwijderd van de grens met Groningen. De loge hield gedurende enige maanden regelmatige bijeenkomsten. Na de bevrijding werd zij op 18 november 1945 officieel door het Grootoosten van België erkend.
Het zegel van loge 'Liberté Chérie' bestaat uit een blauw wit gestreepte driehoek, de strepen vormen een verwijzing naar de uniformen die de gevangenen moesten dragen. Daarbinnen een omgekeerde rode driehoek, het kenmerk van politieke gevangenen in de Duitse kampen. De naam van de loge is afkomstig uit de zesde strofe van de Marseillaise.

## De leden
De loge werd opgericht door een zevental vrijmetselaars:
- Paul Hanson (1889-1944), vrederechter in Louveigné en lid van loge 'Hiram' in Luik. Hij werd overgeplaatst naar een kamp bij Essen en kwam daar om bij een geallieerd luchtbombardement op 26 maart 1944.
- Luc Somerhausen (1903-1982), journalist, geboren in Hoeilaart. Hij was lid van loge 'Action et Solidarité no. 3'  te Brussel en gedeputeerd secretaris van het Grootoosten van België.
- Jean Sugg (1897-1945), vertaler en publicist, geboren in Gent. Van Zwitsers-Duitse afkomst, werkte samen met Frans Rochat aan ondergrondse publicaties. Lid van loge 'Les Amis Philantropes no. 1' in Brussel, omgekomen in kamp Buchenwald op 6 mei 1945.
- Amédée Miclotte (1902-1945), leraar, geboren in Lahamaide. Lid van loge 'Les Vrais Amis de l'Union et du Progrès Réunis' in Brussel, voor het laatst gezien in gevangenschap in het kamp Groß-Rosen bij Breslau op 8 februari 1945.
- Franz Rochat (1908-1945), professor, apotheker en directeur van een farmaceutisch laboratorium, geboren in Saint-Gilles. Hij was eveneens lid van 'Les Amis Philantropes no. 1' in Brussel. Hij werd overgebracht naar een kamp in Untermaßfeld in april 1944 en overleed daar op 6 april 1945.
- Guy Hannecart (1903-1945), advocaat en letterkundige. Eveneens lid van 'Les Amis Philantropes no. 1' in Brussel, overleden in kamp Bergen-Belsen op 25 april 1945.
- Joseph Degueldre (1904-1981), arts en lid van loge 'Le Travail' in Verviers.

Later werden nog enkele leden toegevoegd:
- Jean-Baptiste De Schrijver (1893-1945), kolonel in het Belgische leger, geboren in Aalst. Lid van loge 'La Liberté' in Gent, overleden in kamp Groß-Rosen op 9 februari 1945.
- Henry Story (1897-1945), industrieel en politicus. Lid van loge 'Le Septentrion' in Gent, overleden in kamp Groß-Rosen op 5 december 1944.
- Fernand Erauw (1914-1997), controleur bij de Rekenkamer en reserve-officier bij de infanterie, geboren in Wemmel. Hij werd als enige als leerling ingewijd in de loge, en snel daarna bevorderd tot gezel en verheven tot meester. Zijn inwijding werd echter later door het Grootoosten van België niet erkend, na de oorlog werd hij opnieuw ingewijd bij loge 'Balder' in Brussel.

Mogelijk zijn ook nog andere vrijmetselaars lid geweest van de loge, de verschillende bronnen spreken elkaar hierover tegen.

## Geschiedenis
Op 15 november 1943 richtten de eerder genoemde zeven vrijmetselaars de loge 'Liberté Cherié' op in Hut 6 van het kamp Emslandlager VII in Esterwegen, Duitsland.  Daarvoor waren zij al meermaals bijeengekomen in een broederkring, een bijeenkomst van vrijmetselaars zonder formele status. Allen waren wegens verzetsdaden gevangengenomen en daarna naar het kamp overgebracht. 
In Hut 6 bevonden zich buitenlandse Nacht und Nebel gevangenen, verzetsstrijders die waren opgepakt om spoorloos te verdwijnen. Meer dan honderd gevangenen waren het grootste deel van de dag opgesloten in Hut 6, onder toezicht mocht een half uur per dag buiten gewandeld worden. Overdag moest de ene helft van de gevangenen in het kamp patronen en radio-onderdelen sorteren, de andere helft verrichtte dwangarbeid in de omringende veengebieden. De leefomstandigheden in het kamp waren zodanig slecht dat gevangenen gemiddeld enkele kilo's lichaamsgewicht per maand verloren.
Paul Hanson werd verkozen tot Voorzittend Meester van de loge. De wekelijkse bijeenkomsten van de loge vonden plaats in Hut 6 rondom een tafel die anders werd gebruikt om patronen te sorteren. Er was een afspraak met katholieke gevangenen in het kamp dat zij op wacht zouden staan om de bijeenkomsten van de loge in het geheim plaats te kunnen laten vinden, omgekeerd deden de leden van de loge dat bij religieuze bijeenkomsten van de katholieken.
De inwijding, de bevordering tot gezel en de verheffing tot meester van Fernand Erauw gebeurden met sterk vereenvoudigde ritualen. De strekking ervan werd wel uitgelegd aan de kandidaat zodat hij kon deelnemen aan de verdere werkzaamheden in de loge. Na de eerste rituele bijeenkomst voor de inwijding van de nieuwe leerling werden daarop volgende bijeenkomsten gehouden rond een bepaald thema zoals bijvoorbeeld de Opperbouwmeester des Heelals - een belangrijk symbool in de vrijmetselarij -, 'de toekomst van België' en 'vrouwen in de vrijmetselarij'.  De bijeenkomsten van de loge stopten in maart 1944.
Alleen Fernand Erauw, Luc Somerhausen en Joseph Degueldre overleefden hun gevangenschap. Na hun bevrijding stuurde Somerhausen in augustus 1945 een gedetailleerd verslag van de geschiedenis van loge 'Liberté Chérie' naar de grootmeester van het Grootoosten van België.

## Herdenking

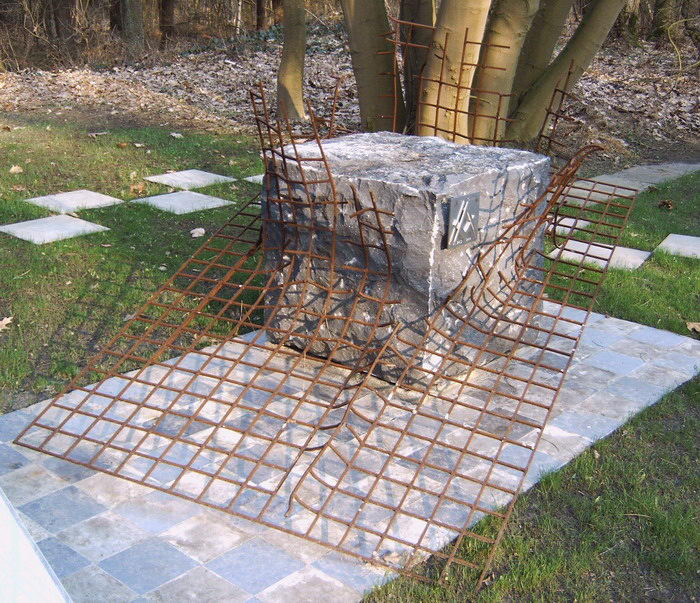
Gedenkteken Liberté Chérie gedenkplaats Esterwegen

Kamp Esterwegen was onderdeel van de Emslandlager, een groep van 15 concentratiekampen in het Eemsland, bij de Nederlandse grens. In 1981 werd het Dokumentations- und Informations Zentrum Emslandlager (DIZ) opgericht, waar alle informatie wordt verzameld en bewaard over deze kampen. Het DIZ bevindt zich sinds 2024 in Papenburg, de stad van waaruit in de oorlog de kampen werden bestuurd.
Kamp Esterwegen zelf is nu de gedenkplaats Esterwegen geworden, waar zich ondermeer een permanente tentoonstelling bevindt over het kamp. Een gedenkteken voor loge Liberté Chèrie, ontworpen door architect Jean de Salle, werd opgericht in de gedenkplaats Esterwegen door Belgische en Duitse vrijmetselaars op 13 november 2004. 
De Nederlandse motorrijdersvereniging voor vrijmetselaars 'Grootlicht' organiseert elk jaar een herdenkingsrit naar Esterwegen, waarbij het gedenkteken wordt schoongemaakt en een korte herdenking plaatsvindt.
In het Belgisch Museum van de Vrijmetselarij te Brussel bevindt zich eveneens een gedenkteken. Het is gemaakt door Henri Francart en stelt de zeven oprichters van de loge voor, verenigd in een broederkring. Aan de onderkant is een inscriptie met de namen van de leden van de loge.
Franz Bridoux (1924-2017),  die als jongeman in kamp Esterwegen terechtkwam, was geen vrijmetselaar maar heeft alle leden van de loge gekend. Hij legde zijn verdere leven getuigenis af van de in het kamp ondergane gruwelen. Na de oorlog is hij alsnog toegetreden tot de vrijmetselarij, in 2009 is zijn verhaal in boekvorm uitgegeven door het Grootoosten van België.

## Andere loges
Er zijn nog twee andere gevallen bekend van loges die tijdens de Tweede Wereldoorlog in kampen werden opgericht.
- De internationale Franstalige loge 'Les Frères Captifs' in kamp Allach bij München kwam tot stand op 6 mei 1945, dus na de bevrijding:
- Loge 'L’Obstinée' werd opgericht door Belgische krijgsgevangenen in het kamp Oflag X-D te Hamburg-Fischbek eind 1943. Deze loge werd mede opgericht door Jean Rey (1902-1933), later voorzitter van de Europese Commissie. Ook deze loge is na de oorlog door het Grootoosten van België erkend op 14 juni 1946.

## Appendix
Vrijmetselarij · Beginselen · Geschiedenis · Symbolen · Vrijmetselaarsloge · Ordegrondwet · Obediëntie · Regulariteit en irregulariteit · Ritus · Graden · Grootmeester · Gemengde vrijmetselarij · Para-vrijmetselarij · Antivrijmetselarij · Vrijmetselarij in Nederland · Vrijmetselarij in België
>>> Meer info op Portaal:Vrijmetselarij <<<